# Avenue de Saint-Cloud (Paris)
Pour les articles homonymes, voir Avenue de Saint-Cloud.
L'avenue de Saint-Cloud est une voie située dans le 16e arrondissement de Paris, en France.

## Situation et accès

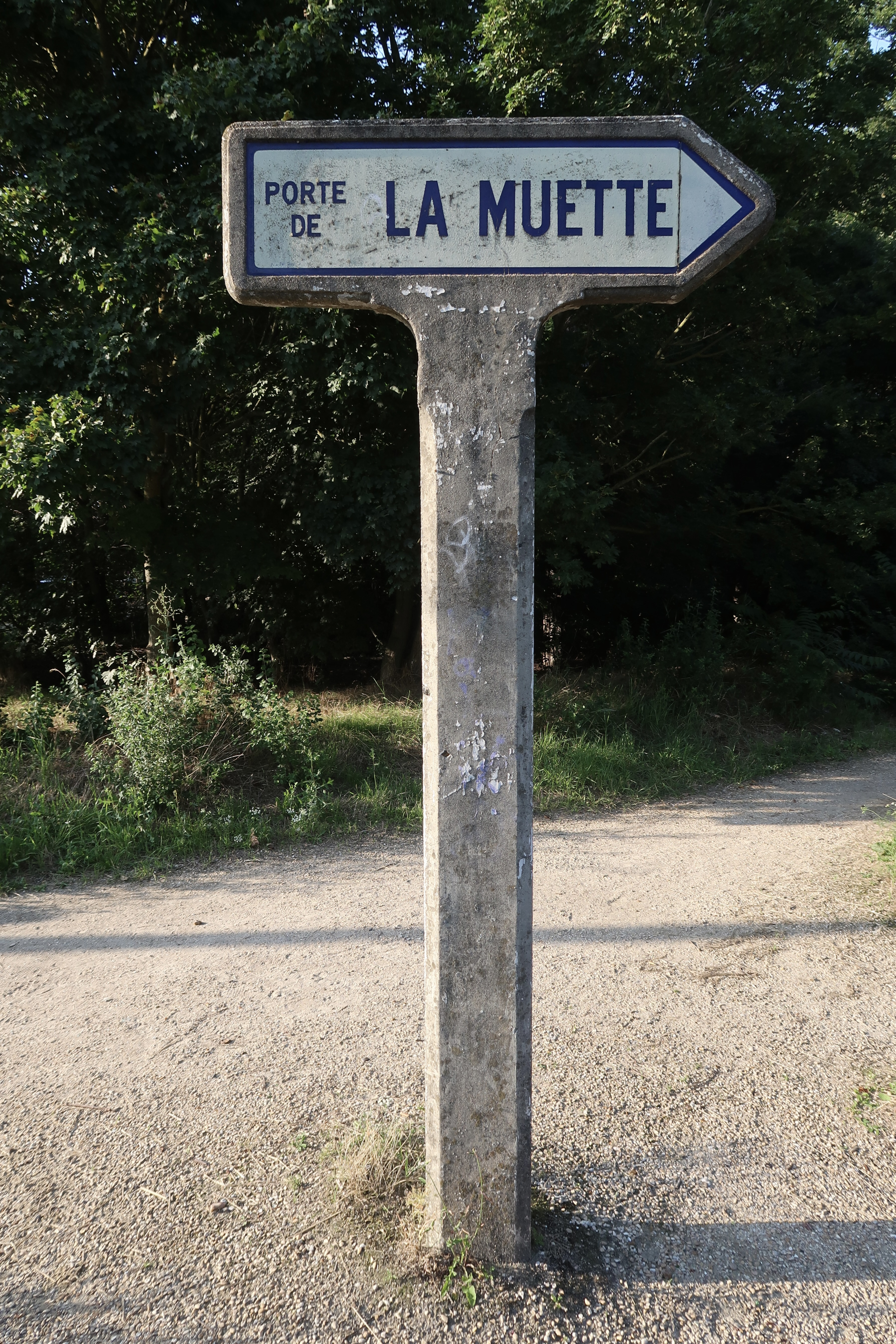
Panneau au croisement avec le chemin de Ceinture-du-Lac-Inférieur indiquant la porte de la Muette.

Elle commence porte de la Muette et se termine dans le bois de Boulogne.